# 沃羅尼夫卡 (科明捷爾尼夫西克區)
46°39′27″N 31°1′50″E / 46.65750°N 31.03056°E

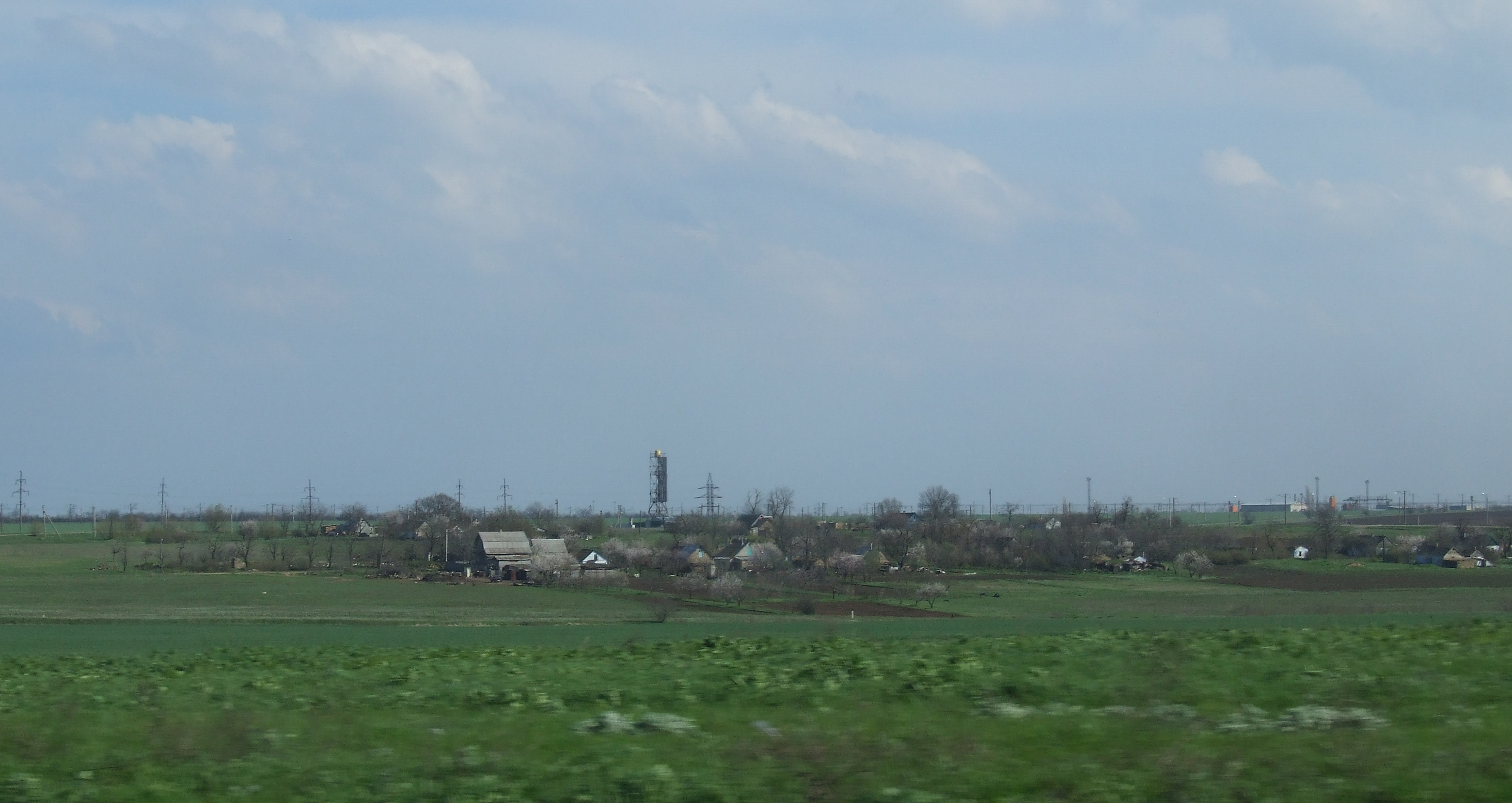

沃羅尼夫卡（烏克蘭語：Воронівка）是位於烏克蘭西南部的村莊，由敖德萨州敖德萨区的維濟爾卡市鎮負責管轄。該村始建於1884年，面積0.21平方公里，海拔高度33米，2001年人口29，人口密度每平方公里0.21人。